# Linthal, Haut-Rhin
Linthal là một xã ở tỉnh Haut-Rhin trong vùng Grand Est ở đông bắc Pháp. Xã này có diện tích 20,84 km², dân số năm 1999 là 624 người. Khu vực này có độ cao trung bình mét trên mực nước biển.